# Новак Радонич
Новак Радонич е сръбски писател и художник. Изработва портрет на Крали Марко (1848) – Смъртта на Крали Марко.

## Биография
Баща му е виден занаятчия. Малко след завършването на гимназия, заминава в град Арад да учи при художника Никола Алексич. Завършва Художествената академия във Виена и след едногодишна работа в Нови сад, заминава за Италия през 1858 г., където изследва и създава копия на картини на старите майстори.

## Галерия
- Смъртта на Крали Марко
- Автопортрет